# Jean-Pierre Caillard
Pour les articles homonymes, voir Caillard.
Jean-Pierre Caillard, né le 29 juillet 1946 à Clermont-Ferrand (Puy-de-Dôme) et mort à Paris 10e le 21 mars 2012, est un homme de presse français.

## Biographie
Diplômé de l'Institut d'études politiques de Paris et de l'École supérieure de commerce de Clermont, il est, de 1993 à 2012, PDG du groupe de presse Centre-France qui contrôle de nombreux titres dont La Montagne,.

### Fonctions
- Président-directeur général du groupe de presse La Montagne Centre-France et directeur de la publication du quotidien La Montagne.
- Président-directeur général de Clermont Première (chaîne de télévision locale).
- Membre du Comité exécutif de l'ENPA (l'Association européenne des éditeurs des journaux) depuis novembre 2007.
- Administrateur et directeur général de la SA Le Journal du Centre (éditrice du quotidien Le Journal du Centre) et de la SA Le Populaire du Centre (éditrice du quotidien Le Populaire du Centre).
- Président-directeur général de la SA Le Berry Républicain et directeur de la publication du quotidien Le Berry républicain.
- Éditeur de l'hebdomadaire La Voix du Sancerrois (édité par MCF).
- Gérant de la SARL Groupe Varenne (société actionnaire du quotidien La Montagne).
- Président de la Coopérative nationale d'approvisionnement des quotidiens (depuis 1996).
- Président du Groupement des grands régionaux (GGR).
- Président du Syndicat de la presse quotidienne régionale (SPQR).
- Membre du groupe de pilotage stratégique du SPQR.
- Président du conseil de surveillance d'Eurocom Clermont-Ferrand et de la société Sogescom.
- Président de Centre-France Communication.
- Membre du conseil de surveillance de Com Quotidiens.
- Administrateur de PQR à la Carte.
- Vice-président de Télévision Presse Région (TPR) (groupement d'intérêt économique de réflexion sur les télévisions locales) (depuis 2002).
- Président du conseil de surveillance de la Société professionnelle des papiers de presse (SPPP) et de la Compagnie française des papiers de presse (CFPP).
- Administrateur et membre du bureau (en tant que personnalité qualifiée) de l'École supérieure de journalisme de Lille (ESJ).
- Membre suppléant de la commission supérieure de la Commission de la carte d'identité des journalistes professionnels (CCIJP).
- Administrateur et secrétaire général de la Fondation Alexandre Varenne et Marguerite Varenne pour la presse et la communication (depuis 1988).
- Administrateur de l'Imprimerie papeterie centrale (La Gazette de Thiers), de la Société nationale du livre populaire, de l'Agence France Presse (AFP) (depuis 1994).

### Carrière
- 1970-1977 Journaliste au quotidien La Montagne
- 1977-1978 Attaché à la direction du quotidien La Montagne
- 1978-décembre 1982 Secrétaire général du quotidien La Montagne
- depuis décembre 1982 Administrateur du groupe de presse La Montagne Centre-France (éditeur du quotidien La Montagne)
- décembre 1982-mai 1993 Directeur général adjoint du groupe de presse La Montagne Centre-France
- mars 1984-1999 Président-directeur général de la SA de commercialisation et d'exploitation de régies publicitaires (SACERP) (régie du groupe Centre-France Havas Publicités)
- depuis 1988 Administrateur et secrétaire général de la Fondation Alexandre Varenne et Marguerite Varenne pour la presse et la communication
- depuis juin 1992 Président-directeur général de la SA Le Berry républicain et directeur de la publication du quotidien Le Berry républicain
- mai 1993-juin 1996 Directeur général du groupe de presse La Montagne Centre-France
- 1994-avril 1996 Membre de la commission plénière de la Fédération nationale de la presse française (FNPF)
- 1994 Administrateur du Centre régional de documentation pédagogique de l'académie de Clermont-Ferrand
- depuis 1994 Administrateur de l'Agence France-Presse (AFP)
- depuis juin 1994 Directeur de la publication du quotidien La Montagne
- depuis juillet 1994 Directeur général de la SA Le Journal du Centre (éditrice du quotidien Le Journal du Centre)
- depuis août 1994 Directeur général de la SA Le Populaire du Centre (éditrice du quotidien Le Populaire du Centre)
- septembre 1994-1999 Vice-président du Syndicat de la presse quotidienne régionale (SPQR)
- avril 1996-juin 1997 Membre du conseil fédéral de la FNPF
- depuis juin 1996 Président de la Coopérative nationale d'approvisionnement des quotidiens
- depuis juillet 1996 Président-directeur général du groupe de presse La Montagne Centre-France
- septembre 1997-septembre 2003 Coprésident de la commission du développement du SPQR
- depuis avril 1998 Administrateur puis membre du conseil de surveillance de la Compagnie française des papiers de presse (CFPP)
- juin 1998 Vice-président du Syndicat des agences de presse multimédia (SAM) devenu (juin 1999) le Syndicat des agences de presse de l'audiovisuel et du multimédia (SAM)
- février 1999 Président (par intérim) de Web Sat Pub (régie de chaînes thématiques et de sites web)
- depuis avril 1999 Administrateur de Télévision Presse Région (TPR) (groupement d'intérêt économique de réflexion sur les télévisions locales)
- depuis le 6 août 1999 Gérant de la SARL Groupe Varenne (société actionnaire du quotidien La Montagne)
- depuis septembre 1999 Premier vice-président du Syndicat de la presse quotidienne régionale (SPQR)
- depuis décembre 1999 Membre du conseil de surveillance de Régions Communication devenue (juillet 2004) Com Quotidiens
- 2000-juin 2003 Administrateur de la Société d'investissement d'éditeurs de presse (SIEP)
- 26 mai 2000 renouvelé administrateur SPPP
- 21 juin 2000 renouvelé premier vice-président du SPQR et coprésident de sa Commission du développement
- juin 2000 renouvelé président-directeur général du groupe de presse La Montagne Centre-France
- depuis oct. 2000 Président-directeur général de Clermont Première (chaîne de télévision locale)
- depuis mai 2002 Membre du conseil de surveillance de la SPPP
- septembre 2002 Membre du comité stratégique de l'Agence des bonnes pratiques, association visant au repérage d'initiatives de citoyens et à leur généralisation à l'échelle nationale ou régionale
- 19 novembre 2002 Vice-président de Télévision Presse Région (TPR)
- 18 juin 2003 renouvelé premier vice-président du SPQR
- depuis septembre 2003 Membre du groupe de pilotage stratégique du SPQR
- depuis le 1er janvier 2004 Administrateur de PQR à la Carte
- depuis le 10 février 2004 Président du Groupement des grands régionaux (GGR)
- juillet 2004-15 septembre 2004 Président (par intérim) du SPQR
- depuis le 16 juin 2006 Membre suppléant de la commission supérieure de la Commission de la carte d'identité des journalistes professionnels (CCIJP)

## Décorations
- Officier de la Légion d'honneur le 31 décembre 2005
- Chevalier de l'ordre national du Mérite

## Œuvres
- Les Auvergnats, éditions La Table ronde[5]
- Alexandre Varenne : une passion républicaine, le Cherche midi, coll. « Documents », 2007